# Caius Horatius Pulvillus
Pour les articles homonymes, voir Horatius Pulvillus.
Caius Horatius Pulvillus est un homme politique et magistrat romain du Ve siècle av. J.-C., consul en 477 et 457 av. J.-C.,

## Famille
Il est membre des Horatii Pulvilli, branche de la gens patricienne Horatia. Les sources antiques ne s'accordent pas sur son praenomen. Tite-Live et Diodore de Sicile donnent Caius pour l'année 477 mais Marcus pour 457, tandis que les Fastes capitolins et Denys d'Halicarnasse donnent Caius pour les deux,. Il est le fils de Marcus Horatius Pulvillus, consul en 509 et 507 av. J.-C., et le petit-fils d'un Marcus Horatius. Son nom complet est Caius (ou Marcus) Horatius M.f. M.n. Pulvillus.

## Biographie

### Premier consulat (477)
En 477 av. J.-C., il est élu consul avec Titus Menenius Lanatus,. Le Sénat lui confie la conduite de la guerre contre les Volsques tandis que son collègue se prépare à affronter les Véiens. Ces derniers passent à l'offensive et anéantissent l'armée des Fabii dans la vallée de la rivière Crémère. Ils repoussent ensuite Lanatus et installent leur camp sur le Janicule. Pulvillus est rappelé de sa campagne en pays volsque pour protéger Rome. Il remporte une bataille sur le Janicule, mais le succès n'est pas suffisant pour repousser les Étrusques et les consuls de l'année suivante doivent poursuivre la guerre,.

### Deuxième consulat (457)
En 457 av. J.-C., il est consul pour la seconde fois avec Quintus Minucius Esquilinus Augurinus,. Les tribuns de la plèbe empêchent un temps la mobilisation de l'armée pour la campagne contre les Èques mais finissent par céder lorsque les Sabins entrent à leur tour en guerre, en ayant toutefois obtenu que le nombre de représentants du peuple passe à dix. Pulvillus semble avoir joué un rôle important pour que cette mesure soit adoptée. Il affronte ensuite les Èques qui ont anéanti la garnison romaine de Corbion près du mont Algide et détruit la ville. Durant la campagne, Pulvillus s'empare d'Ortana. Pendant ce temps, son collègue Augurinus mène l'expédition contre les Sabins.

### Fin de carrière
Il intègre ensuite le collège des augures. Il meurt en 453 av. J.-C. durant une épidémie de peste ou de typhus qui emporte également le consul Sextus Quinctilius Varus et le consul suffect Spurius Furius Medullinus Fusus qui l'a remplacé,. Caius Veturius Cicurinus succède à Pulvillus au sein du collège des augures,,.